# Oljas Bektenov
Oljas Abaiūly Bektenov (né le 13 décembre 1980 à Almaty en RSS du Kazakhstan) est un homme d'État kazakh, Premier ministre depuis le 5 février 2024,.

## Biographie

### Carrière politique
Il dirige l'agence nationale de lutte contre la corruption de février 2022 à avril 2023, poste à l'issue duquel il devient directeur de l'administration présidentielle.
Le 5 février 2024, il est nommé Premier ministre du Kazakhstan par le président Kassym-Jomart Tokaïev. Sa nomination est perçue comme un moyen de renforcer le contrôle de l'exécutif sur l'administration à travers le pays, et parallèlement, d'envoyer un signal sur l'importante donnée à la lutte contre la corruption.